# Renia fallacialis
Renia fallacialis là một loài bướm đêm trong họ Noctuidae.